# Wielki Flamarion
Wielki Flamarion (ang. The Great Flamarion) – amerykański dramat filmowy z 1945 roku, w reżyserii Anthony'ego Manna.